# Fornjot (maan)
Fornjot is een retrograde en de buitenste maan van Saturnus. De maan is ontdekt op 4 mei 2005 door Scott S. Sheppard, David Jewitt, Jan Kleyna, en Brian Marsden.

## De naam
De maan is genoemd naar de oude vorstreus Fornjótr, uit de Noorse mythologie. Andere namen voor deze maan zijn S/2004 S8 en Saturnus XLII.